# 김브라이언
김브라이언은 대한민국의 가수다.

## 방송
- 씨씨엠스타

## 수상
- 2009년 CCM 어워드 미디어 특별상
- 2005년 CCM 어워드 신인 특별상